# Niccolò Maria Rangoni
Niccolò Maria Rangoni (Bomporto, 1455 – Bologna, 29 ottobre 1500) è stato un condottiero italiano del Rinascimento. Fu signore di Spilamberto (con Corticella, Collecchio, San Vito e Cà di Sale) e Cordignano (con San Cassiano).

## Biografia
Era il figlio primogenito di Guido I Rangoni e di Giovanna Boiardo, figlia di Feltrino conte di Scandiano.
Niccolò Maria proseguì la tradizione familiare divenendo a sua volta un capitano di ventura, militando per la famiglia d'Este.
Il 7 ottobre 1467 alla morte del padre divenne con i cugini conte di Borgo franco, Castel Crescente e della Punta di Bomporto, signore di Castelvetro (con Solignano e Rimaldello), signore di Levizzano (con la Villa della Serra), signore di Spilamberto (con Corticella, Collecchio, San Vito e Cà di Sale), signore di Castelnuovo di Sopra, signore di Campiglio (con Denzano, Villa Bianca e Rosola). Ebbe anche la proprietà esclusiva della signoria di Cordignano (con San Cassiano) nalla Repubblica Veneta.
Nel settembre 1468 ebbe un contrasto con i parenti per il possesso dei feudi di famiglia; unitosi con il cugino Uguccione caccia da Spilamberto i cugini Ugo e Venceslao, ma deve ritirarsi a seguito dell'intervento del duca di Ferrara Borso d'Este.
L'11 febbraio 1468 dividde i feudi con i cugini ed ottenne Spilamberto (con Corticella, Colecchio, San Vito e Cà di Sale). Ne venne investito da Ercole I d'Este nel 1476.
Nell'aprile 1473 a Bologna partì al seguito di Sigismondo d’Este verso a Napoli per scortare a Ferrara la duchessa Eleonora d’Aragona.
Il 29 settembre 1481 sposò Bianca Bentivoglio, figlia di Giovanni II Bentivoglio, signore di Bologna.
Nell'ottobre 1500 partecipò alla difesa di Bologna contro le milizie di Cesare Borgia, ma il 29 ottobre morì. Venne sepolto a Modena nella Chiesa di San Francesco accanto al padre.

## Discendenza
Niccolò Maria e Bianca ebbero dieci figli:
- Ludovico (m. 1552), signore di Spilamberto, sposò Barbara Pallavicino;
- Ginevra (1487-1540), moglie di Aloisio Gonzaga, marchese di Castel Goffredo;
- Guido (1485-1539), signore di Spilamberto, sposò Argentina Pallavicino;
- Antonio Galeazzo (m. 1508),  signore di Spilamberto, nel 1508 milita nell’esercito veneziano;
- Girolamo (m. 1508), signore di Spilamberto, nel 1508 milita nell’esercito veneziano;
- Annibale, signore di Spilamberto, capitano della guardia pontificia nel 1513;
- Ercole (1491-1527), signore di Spilamberto e religioso, divenne cameriere del papa Leone X e cardinale nel 1517. Fu vescovo di Adria dal 1519 al 1524 e di Modena dal 1509 al 1527;
- Francesco (m. 1526), signore di Spilamberto, sposò Fiammetta Appiano d'Aragona e in seguito Cassandra Collalto, nel 1524 milita nell’esercito francese e nel 1525 in quello veneziano;
- Alessandro (m. 1522), signore di Spilamberto; cavaliere gerosolimitano;
- Costanza (1495-1567), sposò il conte Tommaso Calcagnini di Ferrara e in seguito il conte Cesare Fregoso.

## Ascendenza
|                        |                |                          | Genitori                |  |  | Nonni |  |  | Bisnonni         |  |  | Trisnonni        |  |
|                        |                |                          |                         |  |  |       |  |  | Gherardo Rangoni |  |  | Jacopino Rangoni |  |
|                        |                |                          |                         |  |  |       |  |  | Gherardo Rangoni |  |  | Jacopino Rangoni |  |
|                        |                | Bartolomea da Savignano  |                         |  |  |       |  |  | Gherardo Rangoni |  |  |                  |  |
| Jacopino Rangoni       |                |                          |                         |  |  |       |  |  | Gherardo Rangoni |  |  |                  |  |
|                        |                | Mabilia Porzia           | ...                     |  |  |       |  |  |                  |  |  |                  |  |
|                        |                | Mabilia Porzia           | ...                     |  |  |       |  |  |                  |  |  |                  |  |
|                        |                | Mabilia Porzia           | ...                     |  |  |       |  |  |                  |  |  |                  |  |
| Guido I Rangoni        |                | Mabilia Porzia           |                         |  |  |       |  |  |                  |  |  |                  |  |
|                        |                | Arcoano Buzzacarini      | ...                     |  |  |       |  |  |                  |  |  |                  |  |
|                        |                | Arcoano Buzzacarini      | ...                     |  |  |       |  |  |                  |  |  |                  |  |
|                        |                | Arcoano Buzzacarini      | ...                     |  |  |       |  |  |                  |  |  |                  |  |
| Fina Buzzacarini       |                | Arcoano Buzzacarini      |                         |  |  |       |  |  |                  |  |  |                  |  |
|                        |                | ...                      | ...                     |  |  |       |  |  |                  |  |  |                  |  |
|                        |                | ...                      | ...                     |  |  |       |  |  |                  |  |  |                  |  |
|                        |                | ...                      | ...                     |  |  |       |  |  |                  |  |  |                  |  |
| Niccolò Maria Rangoni  |                | ...                      |                         |  |  |       |  |  |                  |  |  |                  |  |
|                        | Matteo Boiardo | Feltrino Boiardo         |                         |  |  |       |  |  |                  |  |  |                  |  |
|                        | Matteo Boiardo | Feltrino Boiardo         |                         |  |  |       |  |  |                  |  |  |                  |  |
|                        | Matteo Boiardo | Zeffirina Manfredi       |                         |  |  |       |  |  |                  |  |  |                  |  |
| Feltrino Boiardo       | Matteo Boiardo |                          |                         |  |  |       |  |  |                  |  |  |                  |  |
|                        |                | Bernardina Lambertini    | Egano Lambertini        |  |  |       |  |  |                  |  |  |                  |  |
|                        |                | Bernardina Lambertini    | Egano Lambertini        |  |  |       |  |  |                  |  |  |                  |  |
|                        |                | Bernardina Lambertini    | Tommasina Castelbarco   |  |  |       |  |  |                  |  |  |                  |  |
| Giovanna Boiardo       |                | Bernardina Lambertini    |                         |  |  |       |  |  |                  |  |  |                  |  |
|                        |                | Gherardo VI da Correggio | Giberto IV da Correggio |  |  |       |  |  |                  |  |  |                  |  |
|                        |                | Gherardo VI da Correggio | Giberto IV da Correggio |  |  |       |  |  |                  |  |  |                  |  |
|                        |                | Gherardo VI da Correggio | Orsolina Pio            |  |  |       |  |  |                  |  |  |                  |  |
| Guiduccia da Correggio |                | Gherardo VI da Correggio |                         |  |  |       |  |  |                  |  |  |                  |  |
|                        |                | ...                      | ...                     |  |  |       |  |  |                  |  |  |                  |  |
|                        |                | ...                      | ...                     |  |  |       |  |  |                  |  |  |                  |  |
|                        |                | ...                      | ...                     |  |  |       |  |  |                  |  |  |                  |  |
|                        |                | ...                      |                         |  |  |       |  |  |                  |  |  |                  |  |